# Glatthorn
Glatthorn – szczyt w Lesie Bregenckim w Alpach Wschodnich. Leży w Austrii, w kraju związkowym Vorarlberg. Jest to najwyższy szczyt Lasu Bregenckiego.